# Roger Rosiers
Roger Rosiers (* 26. November 1946 in Vremde) ist ein ehemaliger belgischer Radrennfahrer.
1965 gewann Roger Rosiers das Rennen Schaal Sels Merksem und wurde im selben Jahr Dritter der Belgien-Rundfahrt für Amateure. 1966 holte er mit seinem Team den nationalen Titel im Mannschaftszeitfahren. 1967 siegte er beim Pfeil von Brabant.
Von 1967 bis 1980 war Rosiers Profi-Radrennfahrer. In seinem ersten Profijahr gewann er Nokere Koerse. 1971 gelang ihm sein bisher größter Erfolg, als er Erster bei Paris–Roubaix wurde; 1973 wurde er bei diesem Rennen Dritter hinter Eddy Merckx und Walter Godefroot. 1971 siegte er im Grote Prijs Stad Sint-Niklaas. 1972 gewann er die Luxemburg-Rundfahrt, 1973 den Grand Prix d’Isbergues und 1974 die Drei Tage von De Panne. 1978 gewann er den Grand Prix d’Aix-en-Provence. 1979 siegte er im Saisonauftaktrennen Grand Prix de Saint-Raphaël und beim Grand Prix de Hannut. 